# Abdulrahman al-Jassim

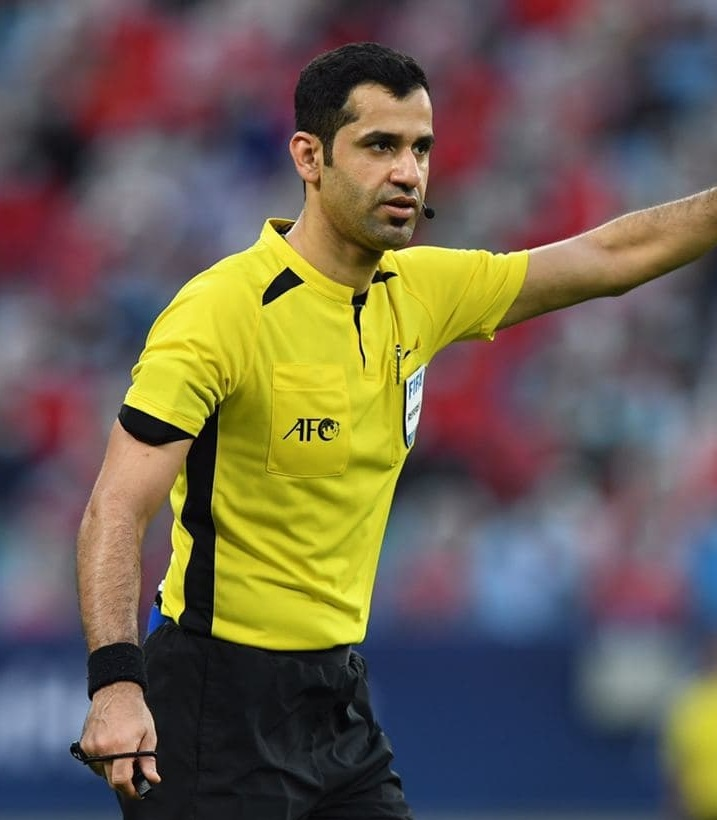
Abdulrahman Al-Jassim, 2020

Abdulrahman al-Jassim (arabisch عبد الرحمن الجاسم, DMG ʿAbd ar-Raḥmān al-Ǧāsim; * 14. Oktober 1987) ist ein katarischer Fußballschiedsrichter.

## Karriere
Al-Jassim leitet seit 2007 Fußballspiele und ist seit 2013 FIFA-Schiedsrichter.
Er kam bei der U-17-Fußball-Weltmeisterschaft 2015, U-20-Fußball-Weltmeisterschaft 2017 und FIFA-Klub-Weltmeisterschaft 2017 zum Einsatz.
Im April 2018 wurde er von der FIFA als einer von 13 Video-Assistenten für die Fußball-Weltmeisterschaft 2018 berufen. Er ist somit der einzige Video-Assistent, der vom asiatischen Fußballverband gestellt wird. Al-Jassim hatte zuvor bereits in seiner Heimat beim Qatar Crown Prince Cup und Emir of Qatar Cup als Video-Assistent fungiert.
Bei der Asienmeisterschaft 2019 leitete er 4 Spiele, darunter zwei Partien der K.-o.-Phase. Im Rahmen einer Austauschvereinbarung zwischen dem asiatischen Fußballverband AFC und der nord- und mittelamerikanischen Fußballföderation CONCACAF, kam er im selben Jahr auch zu Spielleitungen beim Gold Cup. Zum Jahresabschluss pfiff er das Finale um die FIFA-Klub-WM 2019 zwischen dem FC Liverpool und Flamengo Rio de Janeiro (Endstand 1:0 n. V.). Ein weiterer Karrierehöhepunkt folgte 2020, als, als er beim Endspiel um die AFC Champions League 2020 zwischen Persepolis Teheran und Ulsan Hyundai zum Einsatz kam.
Bei der in seinem Heimatland Katar stattfindende Fußball-Weltmeisterschaft 2022 gehörte al-Jassim ebenfalls zum Aufgebot der Spieloffiziellen, diesmal als Hauptschiedsrichter. Ihn begleiteten – wie bereits bei seinen vorangegangenen Teilnahmen – Taleb al-Marri und Saoud al-Maqaleh als seine Assistenten. Beim Turnier kam er zu zwei Spielleitungen. Nach einem Einsatz am ersten Gruppenspieltag wurde er auch für das Spiel um Platz 3 zwischen Kroatien und Marokko angesetzt, welches die Kroaten mit 2:1 für sich entscheiden konnten.

## Einsätze
- U-17-Fußball-Weltmeisterschaft 2015 in Chile:

| Phase            | Datum            | Spielort     | Heimmannschaft | Gastmannschaft | Ergebnis |
| ---------------- | ---------------- | ------------ | -------------- | -------------- | -------- |
| Gruppenphase     | 17. Oktober 2015 | Santiago     | Chile          | Kroatien       | 1:1      |
| Gruppenphase     | 24. Oktober 2015 | Chillán      | Ecuador        | Belgien        | 2:0      |
| Spiel um Platz 3 | 8. November 2015 | Viña del Mar | Belgien        | Mexiko         | 3:2      |

- U-20-Fußball-Weltmeisterschaft 2017 in Südkorea:

| Phase        | Datum        | Spielort | Heimmannschaft | Gastmannschaft | Ergebnis |
| ------------ | ------------ | -------- | -------------- | -------------- | -------- |
| Gruppenphase | 24. Mai 2017 | Seogwipo | Costa Rica     | Portugal       | 1:1      |
| Achtelfinale | 1. Juni 2017 | Incheon  | USA            | Neuseeland     | 6:0      |

- Fußball-Asienmeisterschaft 2019 in den Vereinigten Arabischen Emiraten:

| Phase         | Datum           | Spielort  | Heimmannschaft | Gastmannschaft | Ergebnis             |
| ------------- | --------------- | --------- | -------------- | -------------- | -------------------- |
| Gruppenphase  | 8. Januar 2019  | Abu Dhabi | Irak           | Vietnam        | 3:2                  |
| Gruppenphase  | 16. Januar 2019 | Abu Dhabi | Südkorea       | China          | 2:0                  |
| Achtelfinale  | 21. Januar 2019 | al-Ain    | Australien     | Usbekistan     | 0:0 n. V., 4:2 i. E. |
| Viertelfinale | 24. Januar 2019 | Abu Dhabi | China          | Iran           | 0:3                  |

- Fußball-Weltmeisterschaft 2022 in Katar:

| Phase            | Datum             | Spielort  | Heimmannschaft | Gastmannschaft | Ergebnis |
| ---------------- | ----------------- | --------- | -------------- | -------------- | -------- |
| Gruppenphase     | 21. November 2022 | ar-Rayyan | USA            | Wales          | 1:1      |
| Spiel um Platz 3 | 17. Dezember 2022 | ar-Rayyan | Kroatien       | Marokko        | 2:1      |